# Ipomoea goyazensis
Ipomoea goyazensis är en vindeväxtart som beskrevs av Gardn. Ipomoea goyazensis ingår i släktet praktvindor, och familjen vindeväxter. Inga underarter finns listade i Catalogue of Life.